# Библиография Зигмунда Фрейда

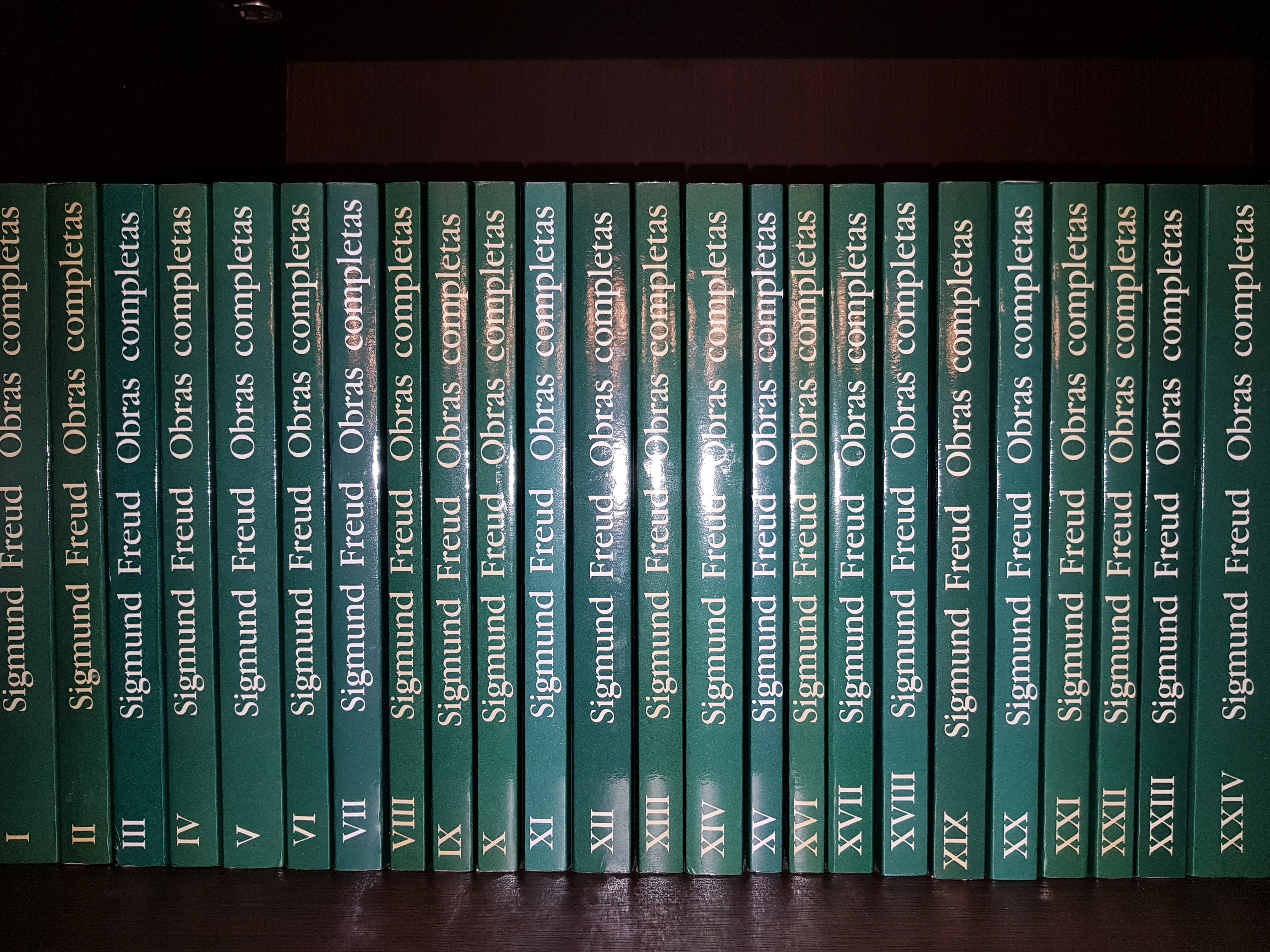
Полное собрание сочинений Зигмунда Фрейда на испанском языке.

Зигмунд Фрейд (нем. Sigmund Freud; полное имя Сигизмунд Шломо Фрейд, нем. Sigismund Schlomo Freud; 1856 — 1939) — австрийский психолог, психиатр и невролог.
Первая работа Фрейда — «О происхождении задних нервных окончаний в спинном мозге пескоройки (Petromyzon planeri)» — была опубликована в 1877 году в Вене. На русском языке полную библиографию Фрейда, которая включает в себя все его работы, включая рецензии, доклады и переводы книг можно посмотреть на странице проекта «Весь Фрейд».
Основной массив работ Фрейда был издан в двух собраниях сочинений: в 18-томном немецком, публиковавшимся с 1940 по 1952 год в издательстве Фишера, и в 24-томном английском.

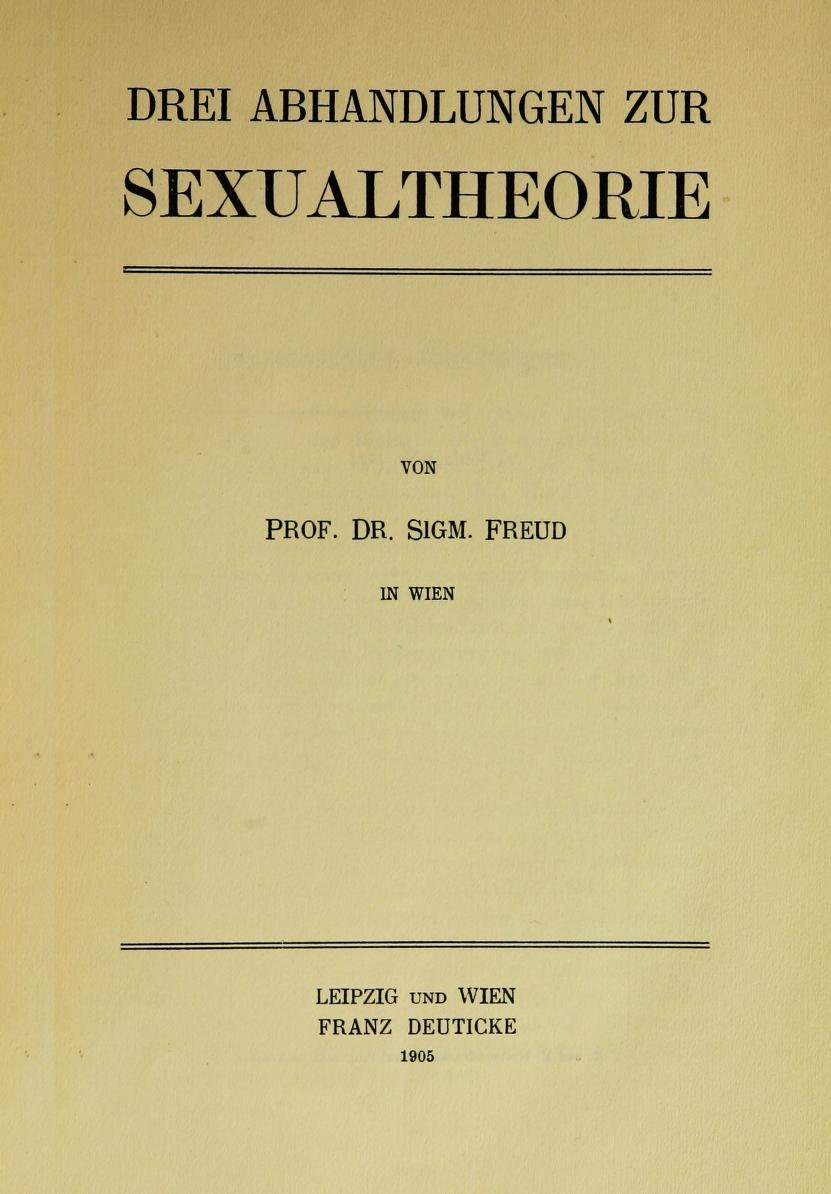
«Три очерка по теории сексуальности» 1905 г.

Англоязычное издание носит название «Стандартное издание всех психологических сочинений Зигмунда Фрейда» (The Standard Edition of the Complete Psychological Works of Sigmund Freud). Оно было опубликовано в период с 1953 по 1974 годы под общей редакцией Джеймса Стрейчи при сотрудничестве с Анной Фрейд и Аланом Тайсоном в Великобритании. Ссылки на данные работы являются обязательными для психоаналитических исследований, публикующихся в США). Не включает работы Фрейда о невропатологии.
«Стандартное издание всех психологических сочинений Зигмунда Фрейда» содержит следующие произведения:

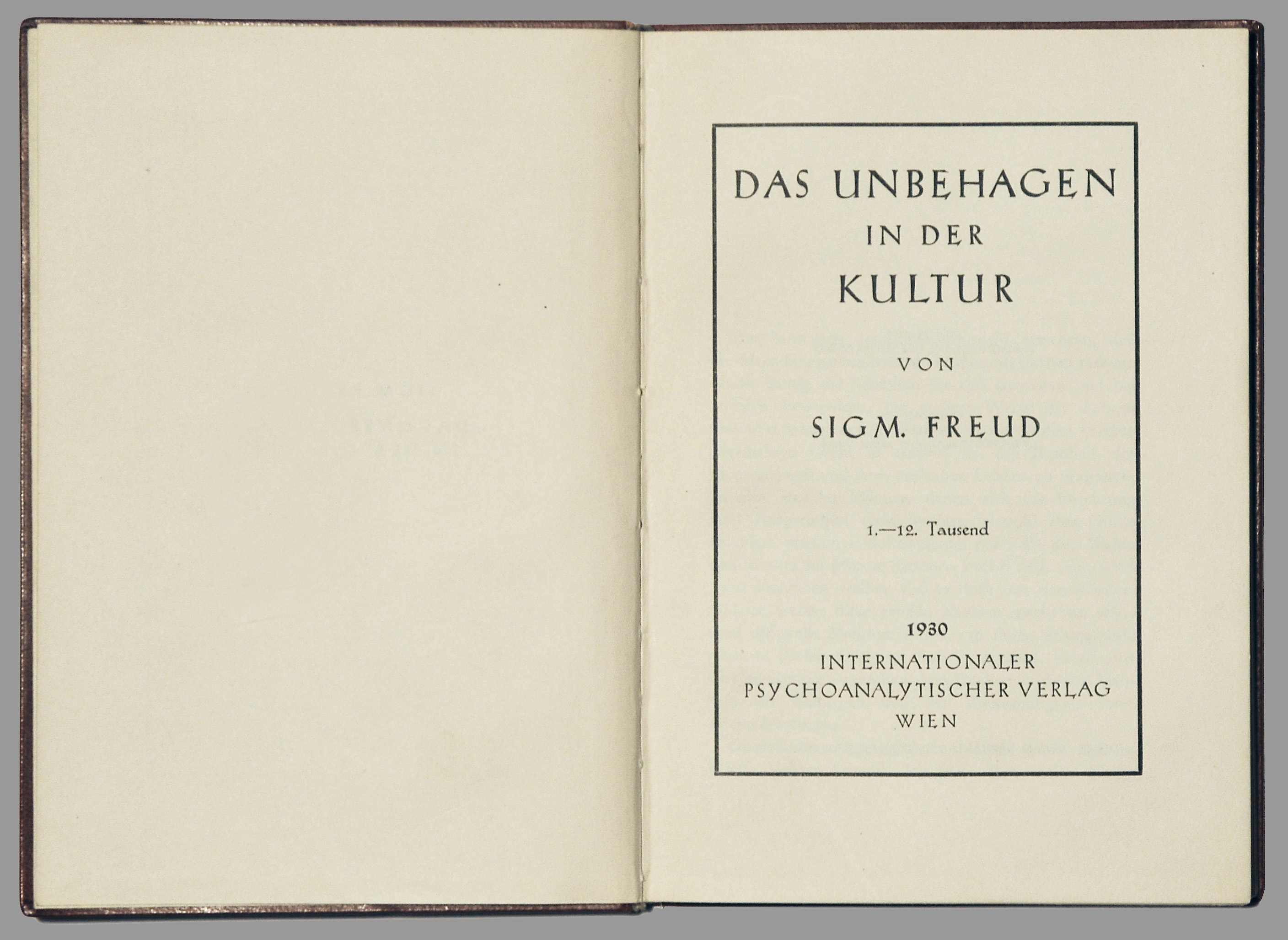
«Недовольство культурой» 1930 г.

- Том 1 — допсихоаналитические публикации и неопубликованные наброски (англ. Standard Edition Vol 1: Pre-Psycho-Analytic Publications and Unpublished Drafts);
- Том 2 — «Очерки об истерии» (англ. Standard Edition Vol 2: Studies on Hysteria);
- Том 3 — ранние психоаналитические публикации (англ. Standard Edition Vol 3: Early Psycho-Analytic Publications);
- Том 4 — «Толкование сновидений» (1-я часть) (англ. Standard Edition Vol 4: The Interpretation of Dreams (1st Part));
- Том 5 — «Толкование сновидений» (2-я часть) и «О сновидениях» (англ. Standard Edition Vol 5: The Interpretation of Dreams (2nd Part) and On Dreams);
- Том 6 — «Психопатология обыденной жизни» (англ. Standard Edition Vol 6: The Psychopathology of Everyday Life);
- Том 7 — «Случаи истерии», «Три очерка по теории сексуальности» и другие работы (англ. Standard Edition Vol 7: A Case of Hysteria, Three Essays on Sexuality and Other Works);
- Том 8 — «Остроумие и его отношение к бессознательному» (англ. Standard Edition Vol 8: Jokes and their Relation to the Unconscious);
- Том 9 — «Бред и сны в „Градиве“ Йенсена» и другие работы (1906—1908) (англ. Standard Edition Vol 9: Jensen's 'Gradiva' and Other Works (1906-1908))
- Том 10 — «Два случая: „Маленький Ганс“ и „Человек-крыса“» (англ. Standard Edition Vol 10: Two Case Histories: 'Little Hans' and the 'Rat Man');
- Том 11 — «Пять лекций по психоанализу», «Леонардо да Винчи» и другие работы (англ. Standard Edition Vol 11: Five Lectures on Psycho-Analysis, Leonardo da Vinci and Other Works);
- Том 12 — «Случай Шребера», заметки по технике психоанализа и другие работы (англ. Standard Edition Vol 12: Case History of Schreber, Papers on Technique and Other Works);
- Том 13 — «Тотем и табу» и другие работы (англ. Standard Edition Vol 13: Totem and Taboo and Other Works);
- Том 14 — «К истории психоаналитического движения», заметки по метапсихологии и другие работы (англ. Standard Edition Vol 14: On the History of the Psycho-Analytic Movement, Papers on Metapsychology and Other Works);
- Том 15 — «Вводные лекции по психоанализу» (части 1 и 2) (англ. Standard Edition Vol 15: Introductory Lectures on Psychoanalysis (Parts I and II));
- Том 16 — «Вводные лекции по психоанализу» (часть 3) (англ. Standard Edition Vol 16: Introductory Lectures on Psycho-analysis (Part III));
- Том 17 — «История одного инфантильного невроза» и другие работы (англ. Standard Edition Vol 17: An Infantile Neurosis and Other Works)
- Том 18 — «По ту сторону принципа удовольствия», «Групповая психология» и другие работы (англ. Standard Edition Vol 18: Beyond the Pleasure Principle, Group Psychology, and Other Works);
- Том 19 — «Я и Оно» (англ. Standard Edition Vol 19: The Ego and the Id);
- Том 20 — «Автобиографический очерк» (англ. Standard Edition Vol 20: An Autobiographical Study);
- Том 21 — «Будущее одной иллюзии», «Недовольство культурой» и другие работы (англ. Standard Edition Vol 21: The Future of an Illusion, Civilization and its Discontents and Other Works)
- Том 22 — продолжение вводных лекций по психоанализу и другие работы (англ. Standard Edition Vol 22: New Introductory Lectures on Psycho-Analysis and Other Works);
- Том 23 — «Моисей и монотеистическая религия», «Очерк психоанализа» (англ. Standard Edition Vol 23: Moses and Monotheism, An Outline of Psycho-Analysis);
- Том 24 — примечания и библиография (англ. Standard Edition Vol 24: Indexes and Bibliographies).
- Том 25 — "Достоевский и отцеубийство"

В России полный объём сочинений Фрейда переведен не был. В 10-томном собрании сочинений Фрейда от издательства «Фирма СТД» и в публикуемом с 2005 года 26-томном собрании сочинений, издаваемым Восточно-Европейским институтом психоанализа (ВЕИП) в основном включены психологические работы Фрейда. В собрание сочинений от ВЕИП планируется включить исторические и методические комментарии к текстам, а также исправления вольных дополнений Стрейчи из «Стандартного издания». Главный редактор антологии — ректор ВЕИП Михаил Решетников, научный редактор — Виктор Мазин, филологический редактор — Александр Белобратов, переводчики — Алексей Жеребин, Сергей Панков и Татьяна Баскакова.